# Iroquesos
Els iroquesos (terme pejoratiu que significa serps) o haudenosaunee (ˌhoʊdinoʊˈʒoʊniː) ("gent de la casa llarga"), o Ongweh’onweh (“autèntics éssers humans”) són nadius d'Amèrica del Nord. Aquest poble es va formar al voltant de la regió dels Grans Llacs, inicialment al sud d'Ontario, una província del Canadà, i al nord-est dels Estats Units. Els iroquesos eren inicialment nòmades. Fins que al segle xvii van formar el que actualment es coneix com la Confederació Iroquesa.
Avui dia existeixen diverses comunitats iroqueses als Estats Units, sobretot a Nova York, Wisconsin, i Oklahoma. També hi ha comunitats iroqueses que van emigrar del Canadà a l'estat francès la dècada de 1920 arran d'una crisi econòmica i es van instal·lar majoritàriament als departaments occitans d'Aude i Gard.
Parlen llengües iroqueses.

## Característiques culturals

### Organització social
Es constituïen en una cultura matrilineal, on la tradició es passava per la via de les dones. Això és que el clan o la comunitat estava constituït per famílies centrades en la dona. Els fills rebien el nom del clan de la mare. Eren les dones, en concret la més assenyada del clan, juntament amb unes altres que l'aconsellaven, les que triaven els nous caps. Preveien una mena d'unió matrimonial fàcilment dissoluble per part d'ambdós contraents. La descendència d'aquest tipus d'unió era reconeguda per tota la tribu, però els iroquesos no només consideraven fills i filles als seus propis sinó a tots els fills dels seus germans; per contra consideraven nebots i nebodes als fills de les seves germanes.

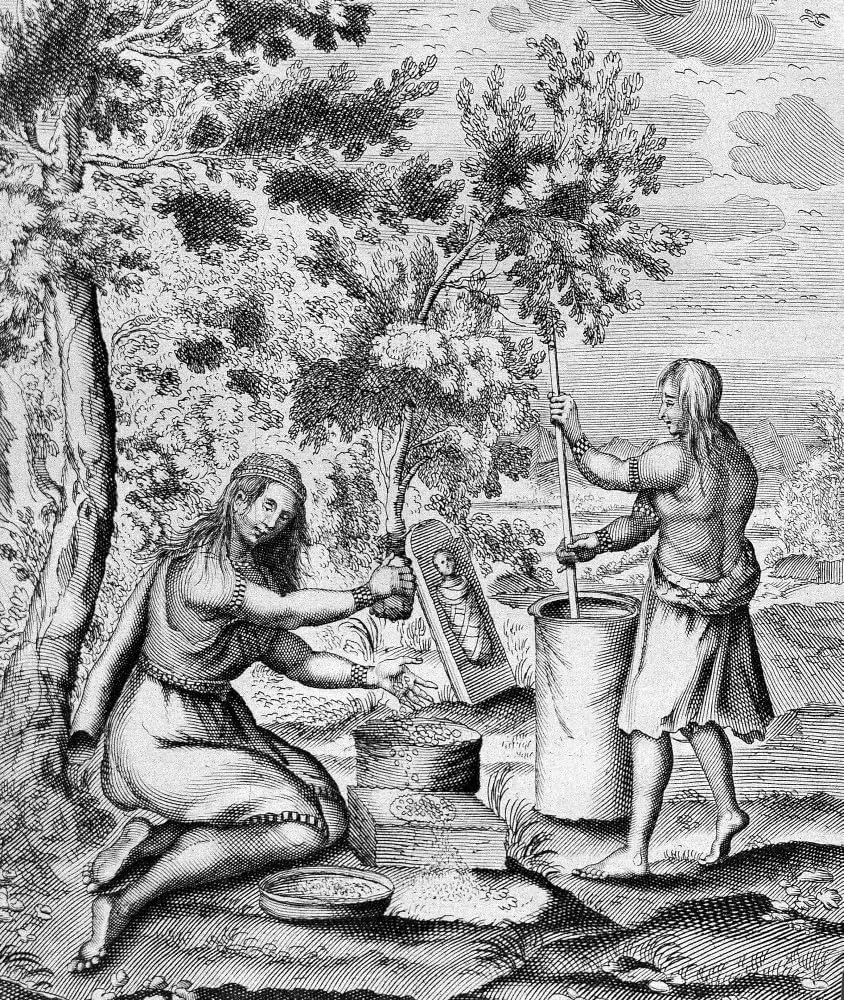
Dones iroqueses treballant (gravat del segle XVII)

### Habitatge
Els poblats iroquesos estaven formats per grans cases comunals de fusta en les quals podien viure entre 5 i 20 famílies, en estances unifamiliars.
Les cases tenien obertures a la teulada per permetre la sortida de fum de les llars compartides, afavorir la ventilació i permetre l'entrada de llum.
A finals del segle xvii, les cases comunals van començar a ser substituïdes per habitatges unifamiliars.

### Alimentació
Els iroquesos vivien de l'agricultura. Conreaven 17 varietats de blat de moro, 60 de fesols i 7 de carbasses, considerades les tres germanes del Creador. També conreaven 11 classes de fruits-secs, gira-sols i tabac.

### Guerra
La guerra era important en la societat iroquesa, ja que per als homes era una forma d'aconseguir respecte personal. Els presoners de guerra eren esclavitzats o "adoptats" per substituir familiars morts. Les baixes militars i les malalties van incrementar la necessitat de captius, que van esdevenir una part significativa de la població als assentaments iroquesos de finals del segle xvii.

## Bandera

Bandera iroquesa

La bandera de la nació iroquesa fou creada a la dècada de 1980. Es basa en el Cinturó Wampum de Hiawatha, creat a partir de grans de petxines de color porpra i blanc per simbolitzar la unió forjada quan els antics enemics van enterrar les seves armes sota el Gran Arbre de la Pau. Representa les cinc nacions iroqueses originals que foren unides pel Pacificador Hiawatha. El símbol de l'arbre al centre representa un Pi Blanc de l'Est, les agulles dels quals s'agrupen en grups de cinc.

## Relacions internacionals
El govern iroquès ha emès passaports des de 1923, quan les autoritats iroqueses van emetre un passaport per a l'estadista cayuga Deskaheh (General Levi) per viatjar a la seu de la Lliga de les Nacions.
Més recentment, els passaports s'han emès des de 1997 i van tenir reconeixement internacional fins al 2001 quan, arran dels atacs de l'11 de setembre, es varen deixar de reconèixer a diverses fronteres mundials. Els iroquesos de la selecció nacional de lacrosse foren autoritzats pel govern dels Estats Units per viatjar amb els seus propis passaports per a un torneig internacional de lacrosse a Anglaterra després de la intervenció personal de la secretària d'Estat Hillary Clinton el 14 de juliol de 2010, una autorització que fou posteriorment rebutjada. El govern britànic es va negar a reconèixer els passaports Iroquesos i va negar l'entrada els membres de l'equip al Regne Unit. La Nació Onondaga va gastar USD 1,5 milions en una actualització al passaport per complir amb els requisits de seguretat internacional vigents.
La selecció nacional de lacrosse es considera una organització a nivell nacional en la competició internacional de lacrosse. És l'únic esport internacional en el qual la nació Iroquesa té un equip reconegut per la FIL. Actualment s'està considerant la possibilitat d'ampliar la quantitat d'esports i la seva afiliació al Comitè Olímpic Internacional.
El Gran Consell de la Confederació Iroquesa va declarar la guerra a Alemanya en 1917 durant la Primera Guerra Mundial i de nou en 1942 en la Segona Guerra Mundial.